# معاهدة موسكو (1920)
معاهدة موسكو (بالروسية: Московский договор، بالجورجية: მოსკოვის ხელშეკრულება)، وقعت بين روسيا السوفيتية (الجمهورية الاشتراكية الفدرالية الروسية) والجمهورية الديمقراطية الجورجية في موسكو في 7 مايو 1920، ومنحت اعتراف دي جوري بالاستقلال الجورجي مقابل التعهد بعدم منح اللجوء على التراب الجورجي لقوات القوى المعادية لروسيا البلشفية.
وقعت المعاهدة جريغول أوراتادزه عن جورجيا وليف كاراخان عن روسيا. منحت المعاهدة اعتراف دي جوري غير مشروط لجورجيا من قبل روسيا وتنازلت طوعًا عن جميع الحقوق السيادية التي كانت تنتمي إلى روسيا فيما يتعلق بالشعب والأرض الجورجية. وعدت روسيا أيضًا بالامتناع عن أي نوع من التدخل في شؤون جورجيا. حددت المعاهدة الحدود بين البلدين، مع تخلية جميع الممرات الجبلية على الحدود الروسية-الجورجية من التسلح حتى 1 يناير 1922.

## خلفية
الخلفية وراء هذه المعاهدة هي أن الجمهورية الديمقراطية الجورجية، بقيادة الحزب الاشتراكي الديمقراطي أو الحزب المنشفي، أعلنت استقلالها عن روسيا في 26 مايو 1918. لم تعترف بها السوفيت رسميًا في ذلك الوقت، لكن الحكومة الجورجية تمكنت في نهاية المطاف من الحصول على اعتراف دي فاكتو من قادة البيض والحلفاء. بعد محاولة انقلاب بلشفية فاشلة في تبليسي ومحاولة فاشلة من قبل وحدات الجيش الأحمر لاختراق جورجيا في مايو 1920، وافق حكومة فلاديمير لينين على توقيع معاهدة مع جورجيا والاعتراف بالاستقلال دي جوري إذا تعهد المنشفيون رسميًا بعدم منح مأوى على التراب الجورجي لأي قوة معادية لروسيا السوفيتية.
كان كثير من السياسيين الجورجيين، بما في ذلك وزير الخارجية، إفغني جغشكوري يعتبرون هذه البند تعديًا على سيادة جورجيا ودعموا رفض الشروط الروسية. ومع ذلك، كان رئيس الوزراء الجورجي نوه زورداني حريصًا قبل كل شيء على تأمين اعتراف دولي لجورجيا ولذلك وافق على ذلك. تم توقيع المعاهدة في موسكو بواسطة جريغول أوراتادزه عن جورجيا وليف كاراخان عن روسيا في 7 مايو 1920.
1. 1 2 3 4 5 6  Treaty of Moscow (1920) - Wikipedia
2. ↑  Treaty of Moscow (1920) - Wikipedia نسخة محفوظة 2023-03-26 على موقع واي باك مشين.

## نتائج المعاهدة بالنسبة لجورجيا
نتائج هذه المعاهدة بالنسبة لجورجيا كانت مختلطة. من ناحية، حصلت جورجيا على اعتراف دي جوري من روسيا السوفيتية ومن الدول الغربية التي تبعت مثال روسيا في 11 يناير 1921. كما حصلت جورجيا على منطقة كارس التي كانت تابعة لروسيا قبل الحرب العالمية الأولى. من ناحية أخرى، اضطرت جورجيا إلى التخلي عن منطقة باتوم والمنطقة المجاورة لها إلى جورجيا السوفيتية. كما اضطرت جورجيا إلى السماح بنشاط حزب الشيوعي الروسي على أراضيها وعدم منح مأوى لأي قوة معادية لروسيا السوفيتية.
لم تحل هذه المعاهدة الصراع بين روسيا وجورجيا. على الرغم من اعتراف روسيا السوفيتية بالاستقلال الجورجي، كان هدفهم النهائي هو إسقاط حكومة المنشفين والمعاهدة كانت مجرد تكتيك مؤجل من جانب البلشفة الذين كانوا مشغولين في ذلك الوقت بالحروب في أوروبا وآسيا. في فبراير 1921، شنت روسيا هجومًا على جورجيا بدعوى دعم انتفاضة شيوعية في تبليسي وأحكمت سيطرتها على جورجيا بحلول مارس 1921. أصبحت جورجيا جزءًا من الاتحاد السوفيتي ولم تستعد استقلالها إلا في 1991.

## نتائج المعاهدة بالنسبة لروسيا
نتائج هذه المعاهدة بالنسبة لروسيا كانت إيجابية في البداية ولكنها تحولت إلى سلبية فيما بعد. من ناحية، حصلت روسيا على منطقة باتوم والمنطقة المجاورة لها من جورجيا. كما حصلت روسيا على تعهد من جورجيا بعدم منح مأوى لأي قوة معادية لروسيا السوفيتية. كما حصلت روسيا على السماح بنشاط حزب الشيوعي الروسي في جورجيا. من ناحية أخرى، خسرت روسيا منطقة كارس التي كانت تابعة لها قبل الحرب العالمية الأولى. كما خسرت روسيا النفوذ على جورجيا التي أصبحت دولة مستقلة.
لم تكن هذه المعاهدة مستقرة أو دائمة. في فبراير 1921، شنت روسيا هجومًا على جورجيا بدعوى دعم انتفاضة شيوعية في تبليسي وأحكمت سيطرتها على جورجيا بحلول مارس 1921. أصبحت جورجيا جزءًا من الاتحاد السوفيتي ولم تستعد استقلالها إلا في 1991. أصبحت معاهدة موسكو 1920 باطلة وغير معترف بها من قبل جورجيا وروسيا.

## موقف الدول الأخرى من المعاهدة
موقف الدول الأخرى من هذه المعاهدة كان متباينًا. من ناحية، شجعت المعاهدة المجلس الأعلى للحلفاء والحكومات الأخرى على الاعتراف بجورجيا دي جوري في 11 يناير 1921. كما شجعت المعاهدة تركيا على توقيع معاهدة موسكو 1921 مع روسيا السوفيتية التي حددت حدود تركيا مع روسيا وجورجيا وأرمينيا وأذربيجان. من ناحية أخرى، انتقدت المعاهدة من قبل بعض الدول الغربية التي اعتبرتها انتهاكًا لمبادئ مؤتمر باريس للسلام وميثاق الأمم المتحدة. كما انتقدت المعاهدة من قبل أرمينيا التي خسرت منطقة كارس إلى تركيا.